# Solactive
Solactive ist ein deutscher Anbieter von Finanz-Börsenindizes mit Sitz in Frankfurt am Main. Das Unternehmen entwickelt, berechnet und vermarktet kosteneffiziente Indizes für verschiedene Anlageklassen, wie z. B. Aktien-, Renten- und Rohstoffindizes. Darüber hinaus befasst sich Solactive auch mit der Entwicklung und dem Branding komplexer Strategien, die nicht auf traditionellen Basiswerten, wie Aktien und Anleihen basieren, sondern auf Instrumenten wie Investmentfonds, Lebensversicherungsprodukten oder Währungskörben.
Existierten 25 Börsengehandelte Fonds (ETFs), die mit von Solactive berechneten Indizes verknüpft waren, so ist diese Zahl bis Oktober 2019 auf etwa 450 ETFs angewachsen. Per Juni 2025 berechnet Solactive über 12.900 Indizes, die nicht nur für ETFs, sondern auch als Basiswerte für strukturierte Produkte oder als Benchmarks für aktive Fonds verwendet werden.
Neben seinem Hauptsitz in Frankfurt am Main besitzt Solactive weitere deutsche Niederlassungen in Berlin und Dresden. Im Jahr 2017 wurde das erste Auslandsbüro in Toronto, Kanada, eröffnet, gefolgt von einem Büro in Hong Kong im Jahr 2018 und Amsterdam im Jahr 2021. Die Eröffnung beider ausländischer Büros soll die Service-Abdeckung aller Zeitzonen für den globalen Kundenstamm des Unternehmens gewährleisten.
Solactive wird geführt von Steffen Scheuble (CEO), Timo Pfeiffer (CMO) und Nicolas Bös (CTO) und ist in zwei Geschäftsbereiche, Research und Indexing, organisiert.

## Produkte
Solactive bietet zwei Ansätze für die Indexentwicklung. Zum einen entwickelt das Unternehmen Indizes, die unter eigenen Namen vermarktet werden, wie etwa den Solactive Smart City Index oder den Solactive eGaming Index. Auf der anderen Seite tritt die Solactive AG als Dienstleister zur Berechnung von White-Label-Indizes auf und berechnet Indizes, die dann vom Kunden unter seinem Markennamen vermarktet und vertrieben werden. Beispiele für solche Indizes sind der BNP Paribas Global Agribusiness Total Return Index oder der J.P. Morgan ERP Dividend Yield Long Index. Solactives Servicebandbreite umfasst – neben der technischen Entwicklung – auch die Indexberechnung und -verwaltung. Die bis 2020 für die Verwaltung von Benchmarks in Europa notwendige Registrierung als Benchmark-Administrator bei der BaFin erhielt Solactive im April 2019.
Neben kundenspezifischen Indizes bietet Solactive auch  Benchmark-Indizes im Aktien- und Anleihenbereich, wie den Solactive US Broad Market Index, an. Im Mai 2018 erweiterte Solactive sein Benchmark-Angebot und führte seine Global Benchmark Series (GBS) mit einem einheitlichen Ansatz zur Erstellung globaler Börsenindizes ein. Die Indexfamilie umfasst rund 2.000 Aktienindizes, die Industrie- und Schwellenländer auf der Grundlage der Solactive Country Classification Framework abdecken.
Solactive bietet  Indizes an, die von traditionellen kapitalisierungsgewichteten Indizes, einschließlich Aktien- und Rentenbenchmarks, über thematische Strategien bis hin zu Smart Beta-Indizes reichen. Dabei ermöglicht Solactive  alternative Gewichtungssysteme für seine Indizes, die auf verschiedenen Kriterien, wie z. B. Gleichgewichtung, Fundamentalgewichtung, Volatilitätsmerkmale und Dividendengewichtung, basieren.
Indizes sind regelbasiert und bieten Anlegern die Möglichkeit, sich an verschiedenen Märkten zu beteiligen, die bestimmte Kriterien berücksichtigen. So entwickelte Solactive Bereich der ESG-Investitionen (Environment, Social, Government) unter anderem den Solactive Green Bond Index und den Solactive ISS ESG Beyond Plastic Waste Index, um Investoren einen dedizierten Zugang zu Firmen, die an der globalen Anstrengungen zur Reduzierung des Klimawandels teilhaben, zu bieten.
Neben dem traditionellen Indexierungsgeschäft bietet Solactive auch Dienstleistungen für ETF-Emittenten an, darunter die Berechnung des iNAV oder IOPV und die Erstellung einer PCF (Portfolio Composition File).
Solactive arbeitet mit ca. 450 internationalen Kunden zusammen. Kunden sind Finanzinstitute wie ETF-Anbieter und Investmentbanken.
- Banco Bilbao Vizcaya Argentaria
- BNP Paribas
- Deutsche Bank
- Deka Investment GmbH
- Societe Generale
- Amundi
- Royal Bank of Canada
- Royal Bank of Scotland
- R+V Lebensversicherung AG
- UBS
- J.P. Morgan
- Morgan Stanley
- UniCredit
- Credit Suisse
- Commerzbank

## Geschichte
- Solactive wurde im Oktober 2007 unter dem Namen Structured Solutions gegründet.
- Bereits im Juni 2008 lancierte die BNP Paribas einen ETF, der auf einem vom Unternehmen berechneten Index basiert.
- Im August 2010 waren 25 ETFs mit einem Volumen von über 5 Mrd. USD an Indizes gekoppelt, die von Solactive berechnet wurden.
- Die Auflegung des ersten ETFs, der an einen von Solactive berechneten Bondindex gekoppelt ist, erfolgte im Oktober 2011, wohingegen die Veröffentlichung des Global X Guru® Index ETF, des ersten thematischen ETFs, der an einen Solactive Index gekoppelt ist, im Mai 2012 geschah.
- Im Juli 2013 erfolgte die Umbenennung des Unternehmens in Solactive.
- Im März 2014 veröffentlichte Solactive ihren ersten Green Bond Index.
- Solactive Indizes wurden im Dezember 2014 bereits an 170 gehandelte Fonds mit einem Fondsvolumen von über 25 Milliarden US-Dollar, gekoppelt.
- Ein Jahr später, im Dezember 2015, erreichte die Zahl der ETFs, die Solactive-Indizes referenzieren, 200. Im Januar 2016 stieg Solactive in das ESG-Benchmark-Geschäft ein.
- Gemessen an der Anzahl von Indizes, die für ETFs benutzt werden, belegte Solactive im März 2016 in den USA den dritten Platz.
- Im Januar 2017 erreichte die Anzahl der ETFs, die Solactive Indizes referenzieren, 250.
- Im Juli 2017 erfolgte die Eröffnung von Solactive Americas, der ersten ausländischen Niederlassung mit Sitz in Toronto.
- Im Januar 2018 wurden mehr als 350 ETFs mit Indizes verknüpft, die von Solactive berechnet wurden.
- Im Oktober 2018 gründete Solactive seine zweite internationale Geschäftseinheit mit Sitz in Hongkong.
- Im April 2019 erhielt Solactive die Registrierung als Benchmark-Administrator nach der Europäischen Benchmark-Verordnung (BMR) bei der Bundesanstalt für Finanzdienstleistungsaufsicht (BaFin).
- Im Oktober 2019 wurden mehr als 450 ETFs mit Indizes verknüpft, die von Solactive berechnet wurden.